# Metacatharsius wittei
Metacatharsius wittei là một loài bọ cánh cứng trong họ Bọ hung (Scarabaeidae).